# Dietro il buio
Dietro il buio è un film del 2011 diretto da Giorgio Pressburger e tratto da un'opera teatrale di Claudio Magris intitolata Lei dunque capirà. Il film è stato distribuito nelle sale italiane il 25 maggio 2012.